# Bobby Lohse
Bobby Roy Lohse (Mölndal, 3 de febrero de 1958) es un deportista sueco que compitió en vela en la clase Star. 
Participó en dos Juegos Olímpicos de Verano, obteniendo una medalla de plata en Atlanta 1996, en la clase Star (junto con Hans Wallén), el quinto lugar en Barcelona 1992. Ganó una medalla de plata en el Campeonato Mundial de Star de 1993.

## Palmarés internacional
| \| Juegos Olímpicos \| Juegos Olímpicos \| Juegos Olímpicos \| Juegos Olímpicos \| \| Año \| Lugar \| Medalla \| Clase \| \| ------------------ \| ------------------------ \| ---------------- \| ---------------- \| \| 1996 \| Atlanta (Estados Unidos) \| Medalla de plata \| Star \| \| Campeonato Mundial \| \| \| \| \| Año \| Lugar \| Medalla \| Clase \| \| 1993 \| Kiel (Alemania) \| Medalla de plata \| Star \| |                          |                  |       |
| Juegos Olímpicos |                          |                  |       |
| Año | Lugar                    | Medalla          | Clase |
| 1996 | Atlanta (Estados Unidos) | Medalla de plata | Star  |
| Campeonato Mundial |                          |                  |       |
| Año | Lugar                    | Medalla          | Clase |
| 1993 | Kiel (Alemania)          | Medalla de plata | Star  |